# Liste der Kulturdenkmale im Stadtbezirk Wenden-Thune-Harxbüttel
Die Liste der Kulturdenkmale im Stadtbezirk Wenden-Thune-Harxbüttel umfasst einen Teil der Kulturdenkmale im Braunschweiger Stadtbezirk Wenden-Thune-Harxbüttel, basierend auf dem Braunschweiger Leit- und Informationssystem BLIK und Veröffentlichungen der Denkmalschutzbehörde Braunschweig.

## Kulturdenkmale
| Bild                         | Bezeichnung                   | Lage                                | Beschreibung | Bauzeit                    | Eingetragen seit | Denkmal- nummer   |
| ---------------------------- | ----------------------------- | ----------------------------------- | --- | -------------------------- | ---------------- | ----------------- |
| Alte Burgstelle              | Alte Burgstelle               | Thune Thunstraße Karte              | Stelle einer alten Burg, an der sich 1594 eine Windmühle befunden hat.                                                                                         |                            |                  |                   |
| BW                           | Alter Ortskern, Insel         | Harxbüttel Lagesbüttelstraße Karte  | Der alte Ortskern von Harxbüttel, das 1007 erstmals urkundlich erwähnt wurde. Ursprünglich befand sich hier eine Schunterinsel. Teil des Ensembles Harxbüttel. |                            |                  |                   |
| Alter Ortskern               | Alter Ortskern                | Thune Meinestraße Karte             | Der alte Ortskern von Thune mit ehemals landwirtschaftlich genutzten Dreiseit- und Hakenhöfen. Teil des Ensembles Thune.                                       |                            |                  |                   |
| weitere Bilder               | Eisenbahnbrücke               | Karte                               | Eisenbahnbrücke über den Mittellandkanal. | 1936                       |                  | 36004125 Wikidata |
| BW                           | Erhaltene historische Gebäude | Wenden Hauptstraße, Im Winkel Karte | Teil des Ensembles Wenden. |                            |                  |                   |
| BW                           | Frickenmühle                  | Eilersbüttel Frickenmühle 1 Karte   | |                            | Mai 2002         |                   |
| BW                           | Hofanlage                     | Thune Thunstraße 8 Karte            | | 2. Viertel 19. Jahrhundert |                  |                   |
| Kirche St. Johannes Baptista | Kirche St. Johannes Baptista  | Wenden Im Winkel 5A Karte           | Ziegelbau größtenteils im neoromanischen Stil, erbaut 1866. | 1866                       |                  |                   |
| weitere Bilder               | Mittellandkanal               |                                     | Mittellandkanal |                            |                  |                   |
| Ölhafen                      | Ölhafen                       | Thune Friedhofsweg 7 Karte          | Hafen am Mittellandkanal. Teil des Ensembles Thune. |                            |                  |                   |
| Pfarrhaus                    | Pfarrhaus                     | Wenden Im Winkel 5 Karte            | Fachwerkbau | 19. Jahrhundert            |                  |                   |
| BW                           | Sommervilla                   | Harxbüttel Horstkamp 1 Karte        | Sommervilla eines Plantagenbesitzers aus Fachwerk. Erbaut um 1900 im Stil der historischen Fachwerkrenaissance.                                                |                            |                  |                   |
| Straßenbrücke Hauptstraße    | Straßenbrücke Hauptstraße     | Wenden Hauptstraße Karte            | Die Brücke wurde 1900 erbaut und 2013 erneuert. | 19. Jahrhundert            |                  |                   |
| BW                           | Wohnhaus Wendenmühle          | Wenden Wendenmühle 4 Karte          | Wohnhaus der ehemaligen Wassermühle |                            |                  |                   |
| Wohnhaus                     | Wohnhaus                      | Wenden Hauptstraße 21 Karte         | Eingeschossiges Wohnhaus aus Fachwerk | 19. Jahrhundert            |                  |                   |
|                              | Wohnwirtschaftsgebäude        | Wenden Hauptstraße 40               | Wohnwirtschaftsgebäude | 19. Jahrhundert            |                  |                   |
| Wohnwirtschaftsgebäude       | Wohnwirtschaftsgebäude        | Wenden Hauptstraße 42               | Wohnwirtschaftsgebäude | 1866                       |                  |                   |